# Hockey World League maschile 2014-2015
La Hockey World League maschile 2014-2015 è la seconda edizione del torneo organizzato dalla International Hockey Federation. Il torneo è iniziato il 1º luglio 2014 e si concluderà nel dicembre 2015. I Paesi Bassi sono la squadra campione in carica. Le semifinali del torneo saranno valide anche come qualificazione ai Giochi della XXXI Olimpiade.

## Regolamento
Al torneo si sono iscritte 61 squadre. Le prime 11 squadre del ranking mondiale sono state ammesse direttamente alle semifinali, mentre le squadre classificate dal 12º al 19º posto sono state ammesse direttamente alla seconda fase.
Ammesse alla seconda fase:
- Sudafrica
- Malaysia
- Canada
- Irlanda
- Giappone
- Francia
- Cina
- Polonia

Ammesse alle semifinali:
- Germania
- Australia
- Paesi Bassi
- Regno Unito
- Pakistan
- Nuova Zelanda
- Spagna
- Corea del Sud
- Belgio
- Argentina
- India

## Prima fase

### Sveti Ivan Zelina
| Pos. | Squadra  | Pt | G | V | VS | PS | P | GF | GS | DR  |
| ---- | -------- | -- | - | - | -- | -- | - | -- | -- | --- |
| 1.   | Russia   | 12 | 4 | 4 | 0  | 0  | 0 | 38 | 0  | +38 |
| 2.   | Svizzera | 8  | 4 | 2 | 1  | 0  | 1 | 20 | 10 | +10 |
| 3.   | Bulgaria | 6  | 4 | 2 | 0  | 0  | 2 | 4  | 22 | -18 |
| 4.   | Croazia  | 4  | 4 | 1 | 0  | 1  | 2 | 8  | 14 | -6  |
| 5.   | Turchia  | 0  | 4 | 0 | 0  | 0  | 4 | 2  | 26 | -24 |

| Data           | Ora         | Partita  | Partita           | Partita  |
| -------------- | ----------- | -------- | ----------------- | -------- |
| 1º luglio 2014 | 16:15 UTC+2 | Svizzera | 11 - 0            | Bulgaria |
| 1º luglio 2014 | 18:30 UTC+2 | Croazia  | 6 - 1             | Turchia  |
| 2 luglio 2014  | 16:15 UTC+2 | Russia   | 11 - 0            | Bulgaria |
| 2 luglio 2014  | 18:30 UTC+2 | Svizzera | 7 - 1             | Turchia  |
| 3 luglio 2014  | 16:15 UTC+2 | Svizzera | 0 - 7             | Russia   |
| 3 luglio 2014  | 18:30 UTC+2 | Bulgaria | 1 - 0             | Croazia  |
| 5 luglio 2014  | 16:15 UTC+2 | Russia   | 10 - 0            | Turchia  |
| 5 luglio 2014  | 18:30 UTC+2 | Croazia  | 2 - 2 (3 - 4 dso) | Svizzera |
| 6 luglio 2014  | 16:15 UTC+2 | Turchia  | 0 - 3             | Bulgaria |
| 6 luglio 2014  | 18:30 UTC+2 | Croazia  | 0 - 10            | Russia   |